# 俗箏
俗箏（ぞくそうまたはぞくごと）とは、雅楽の楽箏に対し、近世、八橋検校によって始められた箏曲以降の箏、および箏曲を指す。直接の源流となる僧・賢順によって始められた「筑紫箏」および「筑紫流箏曲」は含められない。使用する楽器、詳細については箏、箏曲を参照のこと。